# MAFC (kosárlabda)
A MAFC Magyarország harmadik legeredményesebb aktív férfi kosárlabda egyesülete 7 bajnoki címével, 24 bajnoki ezüstérmével, 10 bajnoki bronzérmével és 5 kupagyőzelmével (csak a Honvéd [33], a Szolnok [8] és az azóta megszűnt BSzKRt SE [Előre SE] [9] volt a piros-feketéknél többször bajnok). Már a palánk nélkül játszott régi kosárlabda bajnokságban is részt vett (1932), ezután 1 évig szüneteltette működését, de 1934-es hivatalos alapítása óta folyamatosan részt vesz a bajnokságban – egyedülálló módon a magyar kosárlabdázás történetében. Összesen 72 szezont játszott eddig a nemzeti bajnokság legfelső osztályában – többet, mint bármely másik magyar férficsapat.

## Jelenlegi keret
A MAFC NB I./B Piros csoportos felnőtt férfi csapatának kerete a 2021/22-es szezonban:
Játékoskeret
#3 – Polgárdy Ádám
#5 – Lakits András
#6 – Bősze Bálint
#8 – Pfandler Bence
#9 – Csapai Péter
#10 – Misek Levente
#11 – Tóth Péter
#13 – Bordács Soma
#14 – Lőrincze Dominik
#21 – Kovács Ádám
#25 – Németh Bence
#32 – Biber Bende
#36 – Komma László
#40 – Pintér Dávid
#42 – Tóth Vilmos
#55 – Herló György
Vezetőedző
Garai Péter

## Sikerek

### Bajnoki érmek
Magyar bajnok: 1935–36, 1944, 1949–50, 1951, 1956, 1970, 1975
Bajnoki második: 1934–35, 1937–38, 1943, 1946–47, 1947–48, 1948–49, 1950, 1952, 1953, 1955, 1957, 1958–59, 1959–60, 1960–61, 1961–62, 1962–63, 1964, 1965, 1966, 1967, 1974, 1981–82, 1982–83, 1984–85
Bajnoki harmadik: 1936–37, 1945–46, 1954, 1957–58, 1968, 1969, 1973, 1978, 1979, 1980–81

### Kupadöntős helyezések
Kupagyőztes: 1965, 1970, 1972, 1979, 1980-81
Kupamásodik: 1951, 1952, 1954, 1955, 1961-62, 1962-63, 1964, 1966, 1967, 1968, 1969, 1971, 1973, 1978, 1981-82, 1982-83

## Bajnoki helyezések az NB I-ben
| Év        | Csapatnév               | Hely          |
| --------- | ----------------------- | ------------- |
| 1934      | MAFC                    | 4.            |
| 1934–1935 | MAFC                    | 2.            |
| 1935–1936 | MAFC                    | 1.            |
| 1936–1937 | MAFC                    | 3.            |
| 1937–1938 | MAFC                    | 2.            |
| 1938–1939 | MAFC                    | 5-6.          |
| 1939–1940 | MAFC                    | 4-5.          |
| 1940–1941 | MAFC                    | 6.            |
| 1941–1942 | MAFC                    | 5-6.          |
| 1943      | MAFC                    | 2.            |
| 1944      | MAFC                    | 1.            |
| 1945      | MAFC                    | III. csop. 3. |
| 1945–1946 | MAFC                    | 3.            |
| 1946–1947 | MAFC                    | 2.            |
| 1947–1948 | MAFC                    | 2.            |
| 1948–1949 | Műegyetem MEFESZ        | 2.            |
| 1949–1950 | Műegyetem MEFESZ        | 1.            |
| 1950      | Bp. DISZ FSE            | 2.            |
| 1951      | Bp. Haladás             | 1.            |
| 1952      | Bp. Haladás             | 2.            |
| 1953      | Bp. Haladás             | 2.            |
| 1954      | Műszaki Egyetem Haladás | 3.            |
| 1955      | Műszaki Egyetem Haladás | 2.            |
| 1956      | Műszaki Egyetem Haladás | 1.            |
| 1957      | MAFC                    | 2.            |
| 1957–1958 | MAFC                    | 3.            |
| 1958–1959 | MAFC                    | 2.            |
| 1959–1960 | MAFC                    | 2.            |
| 1960–1961 | MAFC                    | 2.            |
| 1961–1962 | MAFC                    | 2.            |
| 1962–1963 | MAFC                    | 2.            |
| 1964      | MAFC                    | 2.            |
| 1965      | MAFC                    | 2.            |
| 1966      | MAFC                    | 2.            |
| 1967      | MAFC                    | 2.            |
| 1968      | MAFC                    | 3.            |
| 1969      | MAFC                    | 3.            |
| 1970      | MAFC                    | 1.            |
| 1971      | MAFC                    | 5.            |
| 1972      | MAFC                    | 4.            |
| 1973      | MAFC                    | 2.            |
| 1974      | MAFC                    | 2.            |

| Év        | Csapatnév        | Hely                                        |
| --------- | ---------------- | ------------------------------------------- |
| 1975      | MAFC             | 1.                                          |
| 1976      | MAFC             | 4.                                          |
| 1977      | MAFC             | 4.                                          |
| 1978      | MAFC             | 3.                                          |
| 1979      | MAFC             | 3.                                          |
| 1980–1981 | MAFC             | 3.                                          |
| 1981–1982 | MAFC             | 2.                                          |
| 1982–1983 | MAFC             | 2.                                          |
| 1983–1984 | MAFC             | 6.                                          |
| 1984–1985 | MAFC             | 2.                                          |
| 1985–1986 | MAFC             | 7.                                          |
| 1986–1987 | MAFC             | 8.                                          |
| 1987–1988 | MAFC             | 10.                                         |
| 1988–1989 | MAFC             | 8.                                          |
| 1989–1990 | MAFC             | 12.                                         |
| 1989–1990 | MAFC             | 12.                                         |
| 1990–1991 | MAFC-Wawel       | 16. (B)                                     |
| 1991–1992 | MAFC             | 12.                                         |
| 1992–1993 | MAFC             | 14.                                         |
| 1993–1994 | MAFC             | 16.                                         |
| 1994–1995 | MAFC-Vegyépszer  | 14.                                         |
| 1995–1996 | MAFC-Vegyépszer  | 19. (B)                                     |
| 1996–1997 | MAFC-Vegyépszer  | 13. (B)                                     |
| 1997–1998 | MAFC-Vegyépszer  | 13. (B)                                     |
| 1998–1999 | MAFC KE          | 15. (B)                                     |
| 1999–2000 | MAFC KE          | 23. (B)                                     |
| 2000–2001 | MAFC KE          | 10. (B)                                     |
| 2001–2002 | MC MAFC          | 12.                                         |
| 2002–2003 | –                | –                                           |
| 2003–2004 | MAFC-Újbuda      | 13.                                         |
| 2004–2005 | MAFC-Újbuda MAFC | 11. 17. (B)                                 |
| 2005–2006 | MAFC-Újbuda MAFC | 14. 18. (B)                                 |
| 2006–2007 | MAFC             | 15. (B)                                     |
| 2007–2008 | MAFC             | 14.                                         |
| 2008–2009 | Újbuda TC        | (B)                                         |
| 2009–2010 | Újbuda TC        | (B)                                         |
| 2010–2011 | Újbuda TC        | (B)                                         |
| 2011–2012 | MAFC             | (B)                                         |
| 2012–2013 | MAFC             | (B)                                         |
| 2013–2014 | MAFC             | 15. (B)                                     |
| 2014–2015 | MAFC             | 14.                                         |
| 2015–2016 | Budapest-MAFC    | 13.                                         |
| 2016–2017 | Budapest-MAFC    | 14.                                         |
| 2017–2018 | MAFC             | 14.                                         |
| 2018–2019 | MAFC             | 17. (B)                                     |
| 2019–2020 | MAFC             | 15. (B) (nem hirdettek hivatalos eredményt) |
| 2020–2021 | MAFC             | 17. (B)                                     |

### Kupasikerek
Kupagyőztes: 1965, 1970, 1972, 1979, 1981
| Előző bajnok: TFSC | Kosárlabda magyar bajnok 1935/36 |  | Következő bajnok: BSzKRt SE |

| Előző bajnok: BSzKRt SE | Kosárlabda magyar bajnok 1944 |  | Következő bajnok: Előre SE |

| Előző bajnok: Előre SE | Kosárlabda magyar bajnok 1949/50 |  | Következő bajnok: Vasas-MÁVAG |

| Előző bajnok: Vasas-MÁVAG | Kosárlabda magyar bajnok 1951 |  | Következő bajnok: Budapesti Honvéd SE |

| Előző bajnok: Budapesti Honvéd SE | Kosárlabda magyar bajnok 1956 |  | Következő bajnok: Budapesti Honvéd SE |

| Előző bajnok: Budapesti Honvéd SE | Kosárlabda magyar bajnok 1970 |  | Következő bajnok: Budapesti Honvéd SE |

| Előző bajnok: Budapesti Honvéd SE | Kosárlabda magyar bajnok 1975 |  | Következő bajnok: Budapesti Honvéd SE |

## MAFC-játékosok címeres mezben
Összesen 43 (férfi)játékos képviselhette Magyarországot MAFC-osként. Közülük 4 olimpián 11-en, tizenhárom EB-n 21-en voltak ott. A klublegenda Gabányi László a csapat válogatottsági rekordere, 229-szer lépett pályára nemzetek közti mérkőzésen, ez valószínűleg abszolút rekord is.

## Hazai pálya
A MAFC-kosárcsapat otthona a BEAC női kosárlabda szakosztályához hasonlóan a Gabányi László Sportcsarnok. Az aréna a klub legnagyobb legendájának nevét viseli. A XI. kerületben, a Hauszmann Alajos utca 5. szám alatt található, irányítószáma 1116. A sportlétesítmény az újbudai önkormányzat tulajdonában van, falai között a kosárlabda mellett korfball- és futsalmérkőzéseket is rendeznek. A csarnok nemrégiben felújításon is átesett, 2016-ban nyerte el mai kinézetét. A csarnokban a nézők székek helyett padokra ülhetnek. A pálya egyik oldalvonalával párhuzamosan áll egy állandó lelátó, emellett a csarnok többi részén mobillelátók állíthatók fel. A sportlétesítmény maximális befogadóképessége a kinyitható szektorokkal együtt 1100 fő.

## Média
A klub hivatalos kommunikációs csatornái:
Facebook: MAFC Kosárlabda
Honlap: www.mafcbasket.hu
YouTube: MAFC kosárlabda

## Viszony más csapatokkal
Barátság
Kiváló a kapcsolat a műegyetemi kosarasok és az ELTE sportegyesülete, a BEAC kosárszakosztálya között. Az Eötvösnek egykor bajnok férfi kosárcsapata is volt, ma már csupán női csapata van, de az a felnőttek között első osztályú. Mivel a BEAC sem rendelkezik élvonalbeli mérkőzés rendezésére alkalmas saját csarnokkal, az együttműködés jegyében ők is a Gabányiban játsszák mérkőzéseiket (gyakori a kettős rangadó is: szombaton 15:00-kor a fekete-fehér, 17:30-kor a piros-fekete felnőttcsapat szokott bajnokit játszani). Emellett a MAFC-nak fiú, a BEAC-nak lány utánpótláscsapatai vannak, együttműködnek egymással, a két klub együtt adja az újbudai kosársport utánpótlását. A két tábor ezen okoknál fogva gyakran szurkol egymás meccsén is, egymás testvércsapatai a MAFC és a BEAC.
Rivalizálások
A XI. kerületiek legnagyobb ellenfele kosárlabdában egyértelműen a Honvéd. A rekordbajnokot 1950. őszén alapította a karhatalom azzal a céllal, hogy mihamarabb az ország legjobbja legyen a katonaságot képviselve. A BHSE-nek a többi sportághoz hasonlóan akkori viszonylatok szerint nagyjából végtelen mennyiségű pénzt biztosított az állam, emellett aki nem akart a piros-fehérekhez igazolni, mehetett katonának. A rendszer intézkedései meghozták gyümölcsüket: a BHSE a rendszerváltozásig 29 aranyérmet nyert. A MAFC-osok azért haragudtak a Honvédra, mert "ellopták", vagy katonaságba kényszerítették legjobbjaikat, míg a honvédosok szemében azért volt szálka a MAFC, mert 1956-ban hiába voltak veretlenek, a forradalmi kormány a csak a Honvédtól kikapó, 1 meccsel többet játszott Műegyetemi AFC-t avatta bajnokká. Emellett a Pest-Buda és az értelmiség/egyetemisták-honvédség ellentétek is szerepet játszottak a rivalizálás erősödésében. Az igazi indok azonban az ellenségeskedésre az volt, hogy évtizedeken át a Honvéd volt az ország egyértelmű ura férfi kosárlabdában, míg a kihívók közt a MAFC volt a legerősebb. Összecsapásuk máig a magyar kosárlabdázás egyik legnagyobb párharca, fővárosi örökrangadónak hívja a szakma. Az örökmérleg a XIII. kerületiek javára billen, de a közelmúltban az újbudaiak sikeresebbek.
Bár az imént taglalt mérkőzés a legnagyobb presztízsű összecsapás, a Műegyetem nagy csatákat vív más budapesti csapatokkal is. Két ellenfél kiemelendő az utóbbi évtizedekből: a Budafoki KK elleni meccsek a dél-budai derbi nevet viselik, azonban a XXII. kerületiek a Covid-járvány következtében visszaléptek a másodosztálytól, két osztállyal a MAFC alatt játszanak. Az utóbbi néhány évben a Vasas volt a legkomolyabb ellenfél városon belül. Jelenleg a TF-BP is közvetlen riválisa a műegyetemistáknak a fővárosi ellenfelek közül, így az ellenük vívott találkozók is fontosak a drukkerek számára.
Emellett inkább a csapatok közvetlen rivális volta, mint a szurkolók közti ellentét miatt parázs hangulatúak voltak a Műegyetemi AFC Jászberény, Sopron, Zalaegerszeg, Szeged, Oroszlány, Nyíregyháza és Veszprém elleni fellépései az utóbbi években.

## Leghíresebb játékos
Gabányi László, a csarnok névadója.

## A szakosztály csapatai
Bár a felnőtt férfi csapat a leghíresebb, a szakosztálynak számos más csapata is van.
Felnőtt férfi
Első csapat
Jelenleg NB I./B-s, korábban az NB I./A meghatározó együttese, sokak számára "a MAFC". A szócikk nagy része erről a csapatról szól.
MAFC-Martos
A budapesti Martos Kollégium csapatát 1976-ban alapította Cseh Tibor. A kezdetektől fogva a MAFC égisze alatt működnek, de színeik nem piros-fekete, hanem kék-sárga. Legnagyobb sikerük a 2004-ben megnyert Magyar Kupa (nem azonos a mai Zsíros Tibor K&H Magyar Kupával, az alsóbb osztályú csapatok kupasorozata volt, a mai Hepp Kupa elődje), emellett kétszer megnyerték az NB II.-t, de nem akarnak feljutni, jelenleg is a negyedosztálynak számító NB II.-Közép B csoport élcsapata a Martos.
MAFC BME
A Műszaki Egyetem hallgatóiból álló csapat, amely szintén az NB II.-ben, a Közép A csoportban szerepel (az NB II.-Középben az A és B nem különböző szintet jelent, csak így különböztetik meg a liga két csoportját).
Felnőtt női
Első csapat
Bár a MAFC mindig is a férfi vonalon volt erősebb, van női csapata is. A gárda 2009-ben egyesült a Fradival, és Nanette-FTC néven feljutott az NB I./A-ba. 2012-ben anyagi gondok miatt ez a csapat megszűnt, de MAFC néven újraalakultak, jelenleg az Amatőr NB I.-Piros csoportban játszik a csapat, amely a magyar női kosármezőny második vonala.
BME-MAFC
A MAFC kosárlabdaszakosztály és a Műegyetem Testnevelési Központ közös csapata, amely a BME női hallgatóiból szerveződött 2016-ban. A Magyar Egyetemi és Főiskolás Országos Bajnokságban szerepelnek, ahol csak U25-ös játékosok játszhatnak.
Utánpótlás
Bár a mai magyar felnőtt kosárlabdában, főleg a férfiak között óriási a vidéki fölény, a korosztályos bajnokságokban rendre odaérnek a végelszámolásnál a fővárosi fellegvárak csapatai. A piros-feketék utánpótlásbázisa a MAFC Kosársuli vagy MAFC Akadémia, amely 1972-es alapítása óta ontja a tehetségeket. Jelenleg Kangyal Gergő vezeti az akadémiát, amely évek óta folyamatosan ad játékost a klub felnőttcsapatába. A fiúk között az alsósoktól az U20-ig minden korosztályban szerepel műegyetemi utánpótláscsapat (a gyermeknél kisebb korosztályokban játszhatnak lányok is a MAFC-ban).

## Szurkolótábor
A korai, amatőr időkben elsősorban a Műegyetem hallgatói szurkoltak diáktársaiknak a kosárlabdameccseken, később a főváros kosárszerető, szocialista rendszerrel elégedetlen társadalma is támogatta. A rendszerváltozással, a szakosztály profivá válásával és meggyengülésével csökkent e két szurkolóbázis lelátói jelentősége, úgy általánosságban népszerűtlenebbé vált a klub.
2014-ben hat szezon várakozás után újra az első osztályban szerepelhetett a csapat. Ekkor alapult a szakosztály utánpótlás korosztályainak játékosaiból és edzőiből a MAFC Fan Club. A csoport megjelenésével dobos-dudás gyerekek lepték el a MAFC csarnokát, jó hangulat uralkodott a mérkőzéseken. A keménymag helye eleinte a mai vendégszektorban volt, majd a Gabányi felújítása után átkerült a másik palánk mögötti C szektorba. A MAFC első szurkolói csoportjának taglétszáma fénykorában meghaladta a 400 főt. A Gabányi a többi A-s csapat otthonához képest kis mérete ellenére igazi oroszlánbarlangnak számított, a folyamatosan a kiesés elől menekülő piros-feketék hazai pályán a Szolnokot, a Falcót, a ZTE-t és a Pécset is legyőzték 2013 és 2017 között. A legemlékezetesebb szurkolói megmozdulás a Vasas elleni 2016-17-es bajnoki play out 3. mérkőzése volt, ahol 800 MAFC-os kísérte el csapatát a kamaraerdei Sport11 csarnokba (a meccset a Vasas nyerte, de visszalépett, így az újbudaiak maradtak NB I./A-sok). Korábban Zalaegerszegre és Nyíregyházára is egy busznyi MAFC-os kísérte el csapatát a bennmaradásról döntő playout idegenbeli felvonására. A 2018-as kiesés óta a fanklub kevésbé aktív, de a nagyobb meccseken azért ott vannak.